# Hrnčířství

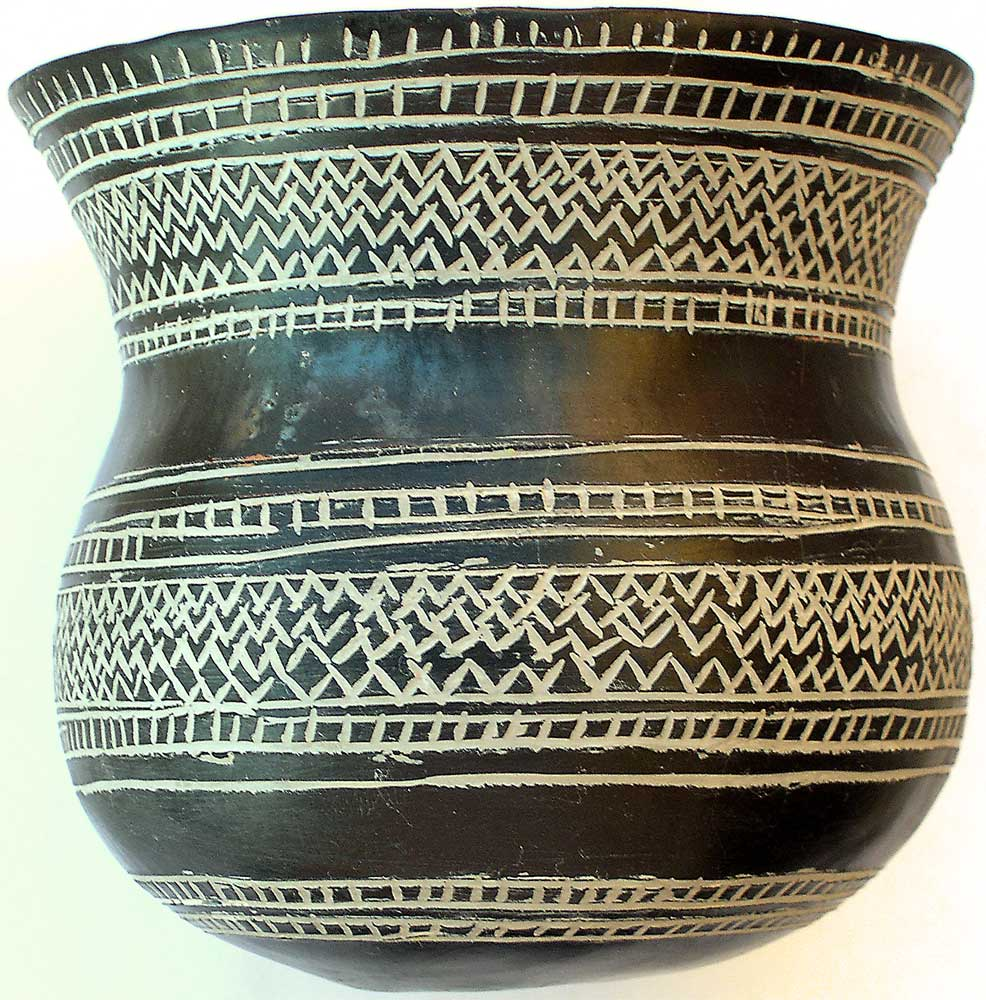
Zvoncovitý pohár (Španělsko, 2. tisíciletí př. n. l.)

Hrnčířství je řemeslná rukodělná výroba jemné keramiky, zejména nádob, z plastické hlíny, která po vypálení dává pevný a trvanlivý střep. Je to jedna z nejstarších lidských technologií a různě zdobené hrnčířské výrobky mají velký význam pro archeologii. V poslední době hrnčířské užitkové výrobky nahradil v bohatších společnostech nejprve porcelán a později umělé hmoty, takže hrnčířství se stává spíše uměleckým řemeslem.

## Hrnčířská technologie

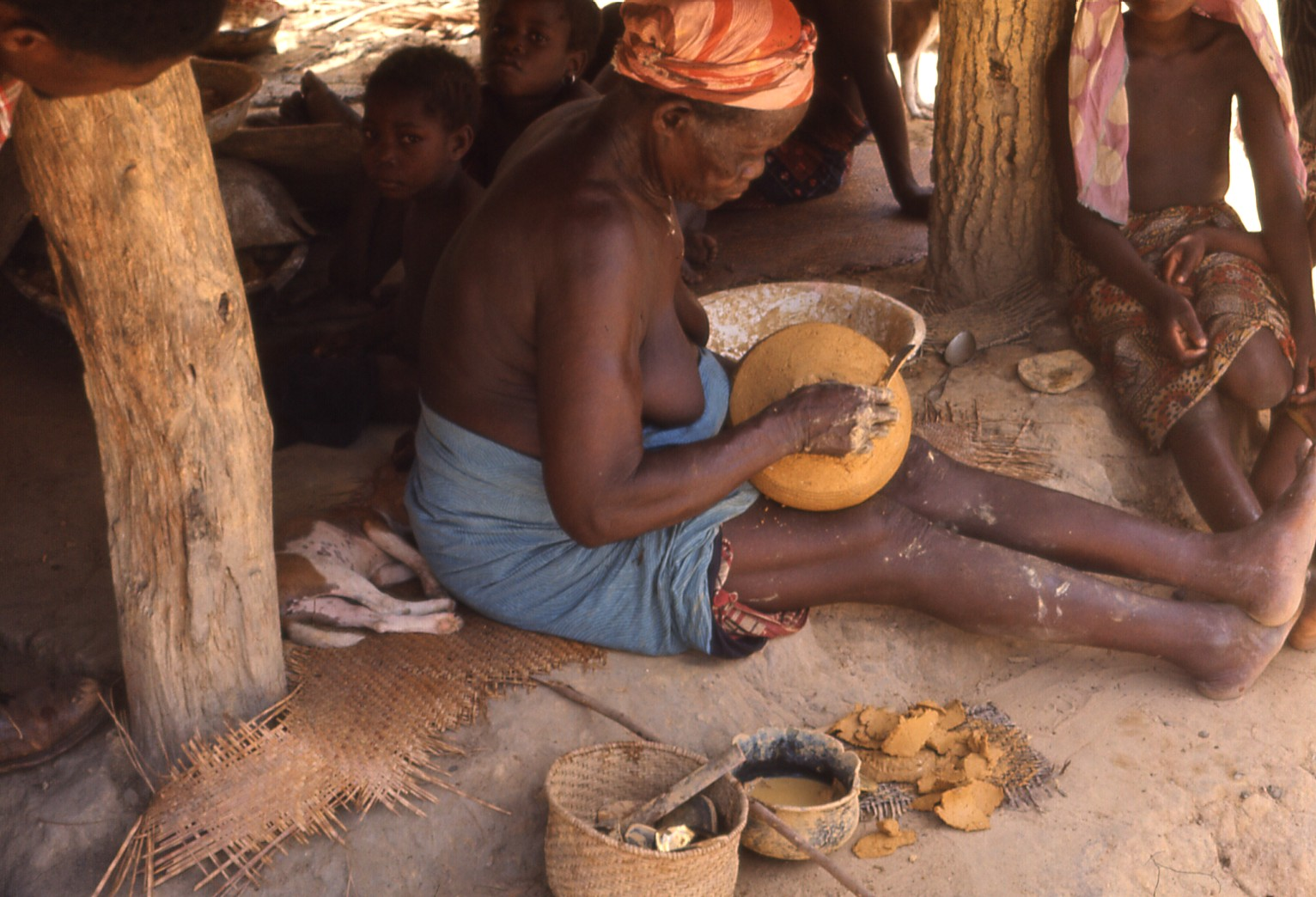
Hrnčířka v Kpeyi (Libérie)

Hrnčíř zpracovává speciální hlínu, směs hlinitokřemičitého jílu, písku jako ostřiva a vody. Může ji tvarovat rukama a primitivní nádoby se vyráběly navíjením tenkého válečku hlíny; výsledná nádoba se pak ještě uhladila. Už v 6. až 4. tisíciletí př. n. l. však v Mezopotámii objevili hrnčířský kruh, otočnou desku, kterou roztáčí pomocník, hrnčíř sám nohama, anebo dnes elektromotor. Na kruhu se dají vyrábět dokonale rotační tvary, většinou „vytahováním“ z okrouhlého koláče hlíny rukama. Vytočený tvar se pak ještě dotváří o nerotační prvky jako je hubička nebo vytlačované ozdoby, případně se přilepí ucho.
Vytvarovaný výrobek se nejprve na vzduchu suší a pak vypaluje při teplotách mezi 1100-1300 °C, kdy se materiál ještě netaví, nýbrž slinuje. Nejstarší způsob vypalování je v otevřeném ohni, kdy se výrobky prostě obklopí dřevem, které se zapálí. Velmi dávno se však začaly užívat různé pece, které šetří palivo a dovolují dosahovat vyšší a stejnoměrnou teplotu. Podle toho, zda je v peci spíše oxidační nebo redukční atmosféra, budou mít výrobky spíše červenavou anebo černou barvu. Tradičně se užívaly dva druhy pecí, horizontální a vertikální, případně i pece s více komorami na sušení, pálení a glazování.

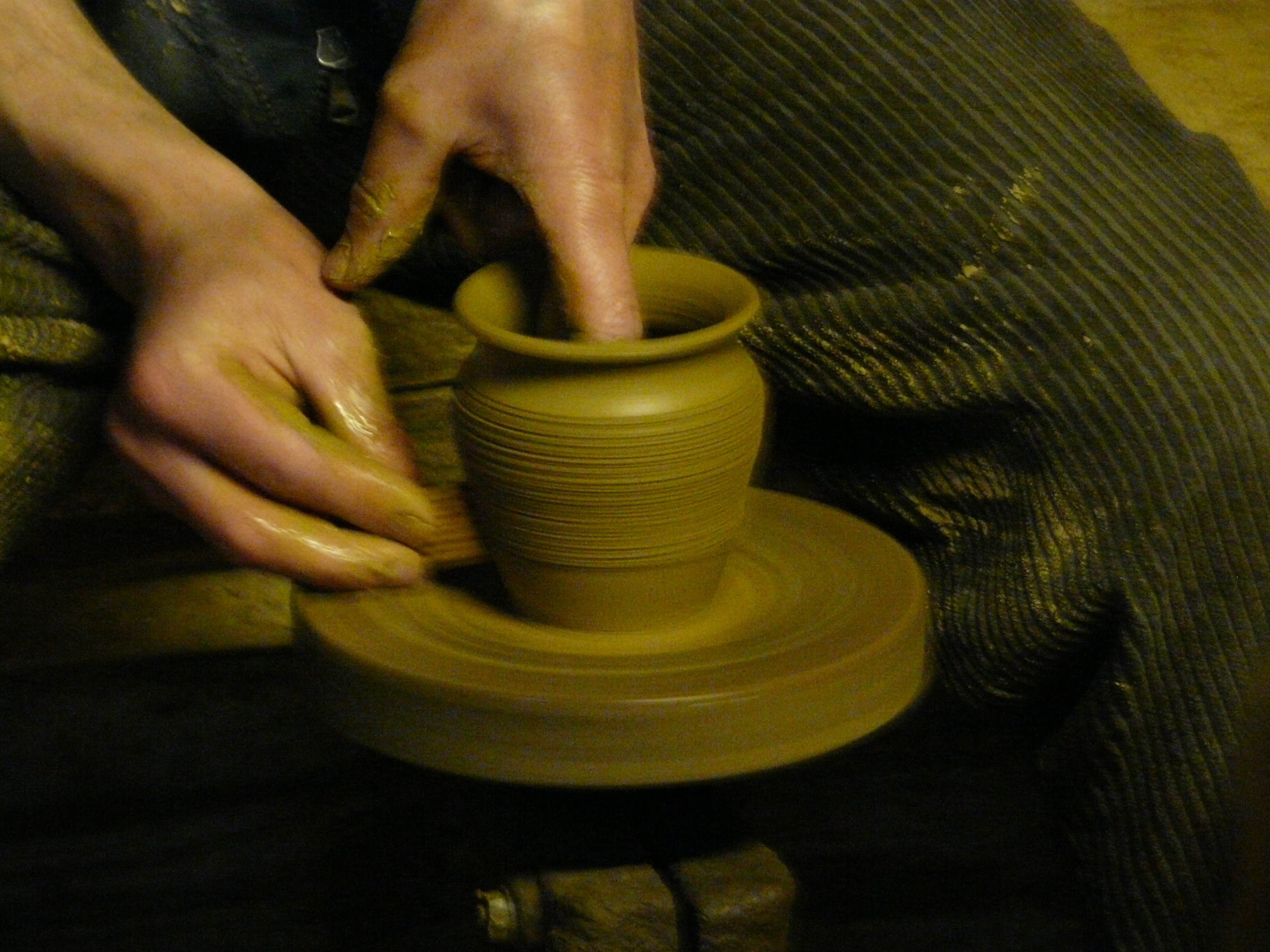
Práce na kruhu

Vyspělejší hrnčířství užívá rozmanité techniky zdobení, jednak plastického (vtlačování, vyrývání, přilepování), jednak povrchového malování. Také zdobení se může dělat na kruhu – tak vznikají pravidelné kruhy a vlnovky na povrchu hrnců, džbánů, misek a talířů. Povrchová výzdoba se může vytvářet před vypálením, obvykle se však výrobky nejprve vypalují na nižší teplotu (přežah), pak se nanášejí různé polevy (glazury) a vypalují podruhé při vyšší teplotě. V průběhu staletí nastřádali hrnčíři bohaté zkušenosti a vynalezli velké množství různých technik a glazur, zejména olovnatých nebo alkalických. Polévaná keramika je dokonale nepropustná, lépe se umývá a déle vydrží.

## Archeologie

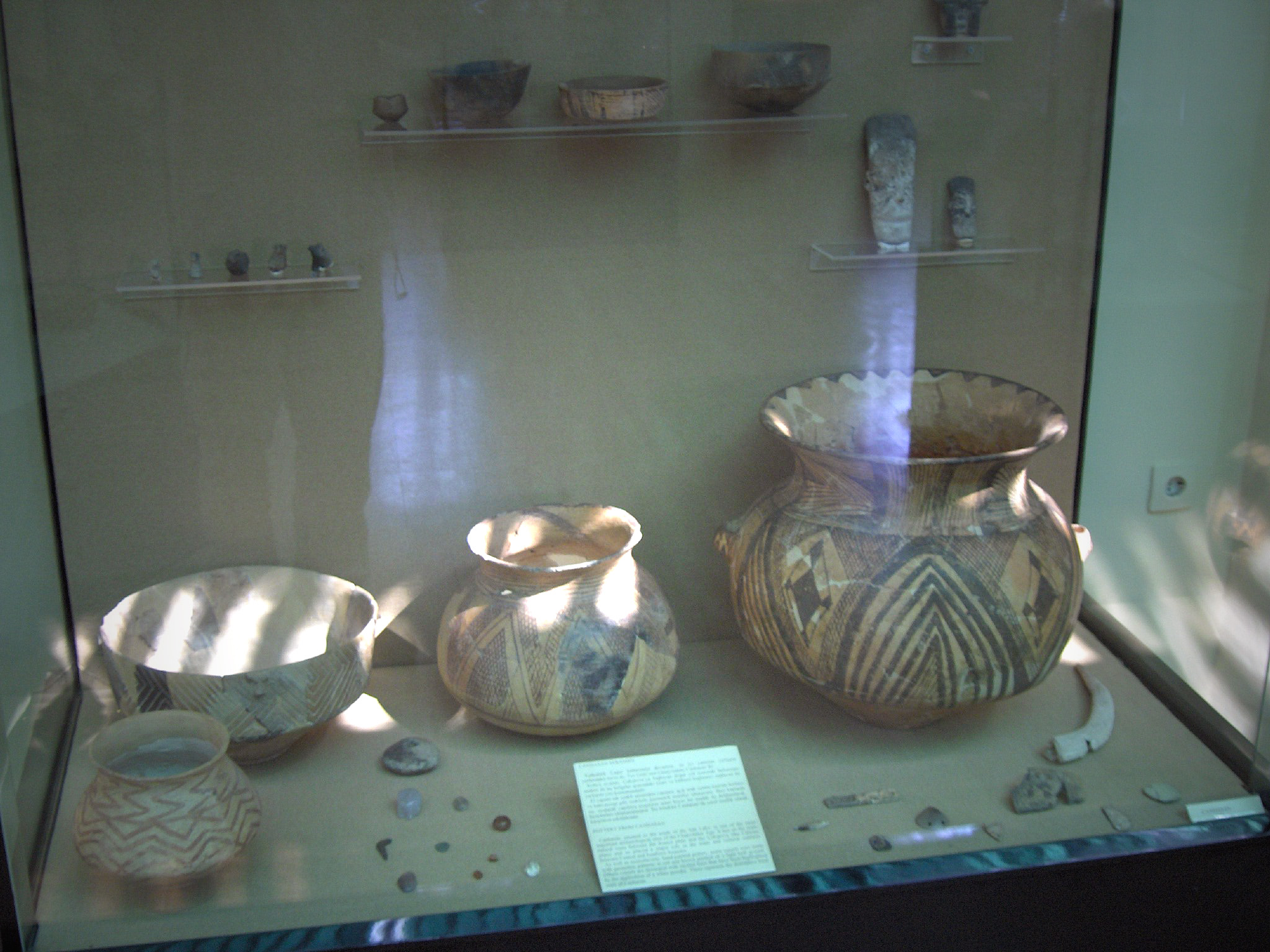
hrnce nalezené v Turecku

Hrnčířské výrobky jsou sice křehké, ale neobyčejně trvanlivé. Proto patří k nejběžnějším archeologickým nálezům, z nichž lze určovat příslušnost k určité kultuře. Tvary, technologie i výzdoba hrnčířských výrobků jsou do té míry charakteristické, že se podle nich někdy nazývají různé kultury (např. kultura zvoncových pohárů) a období (např. v dějinách antické řecké keramiky). Nejstarší zachované předměty z pálené hlíny jsou patrně drobné kultovní sošky (např. známá Věstonická Venuše), jež mohou být až 25-30 tisíc let staré.
V jednoduchých starých i současných kulturách si prosté nádoby vyrábějí často ženy, a to pro vlastní potřebu, a vypalují je v otevřeném ohništi. Skutečný rozvoj hrnčířství souvisí s přechodem do neolitu (mladší doby kamenné) s usedlým zemědělským hospodařením, kdy se hrnčíři začínají specializovat a kdy se také objevují pece. Hrnčířský kruh vznikl v Mezopotámii v 4.-6. tisíciletí př. n. l., od 10. století př. n. l. vznikají ve Středomoří střediska vyspělého hrnčířství, která vyrábějí luxusní nádoby i na export (zejména na ostrově Samos). Vznikají zřetelně typizované tvary pohárů, misek, džbánů, měsidel na víno a velikých zásobnic, které spolu s výzdobou dovolují určit původ i stáří jednotlivých nálezů.

## Historie

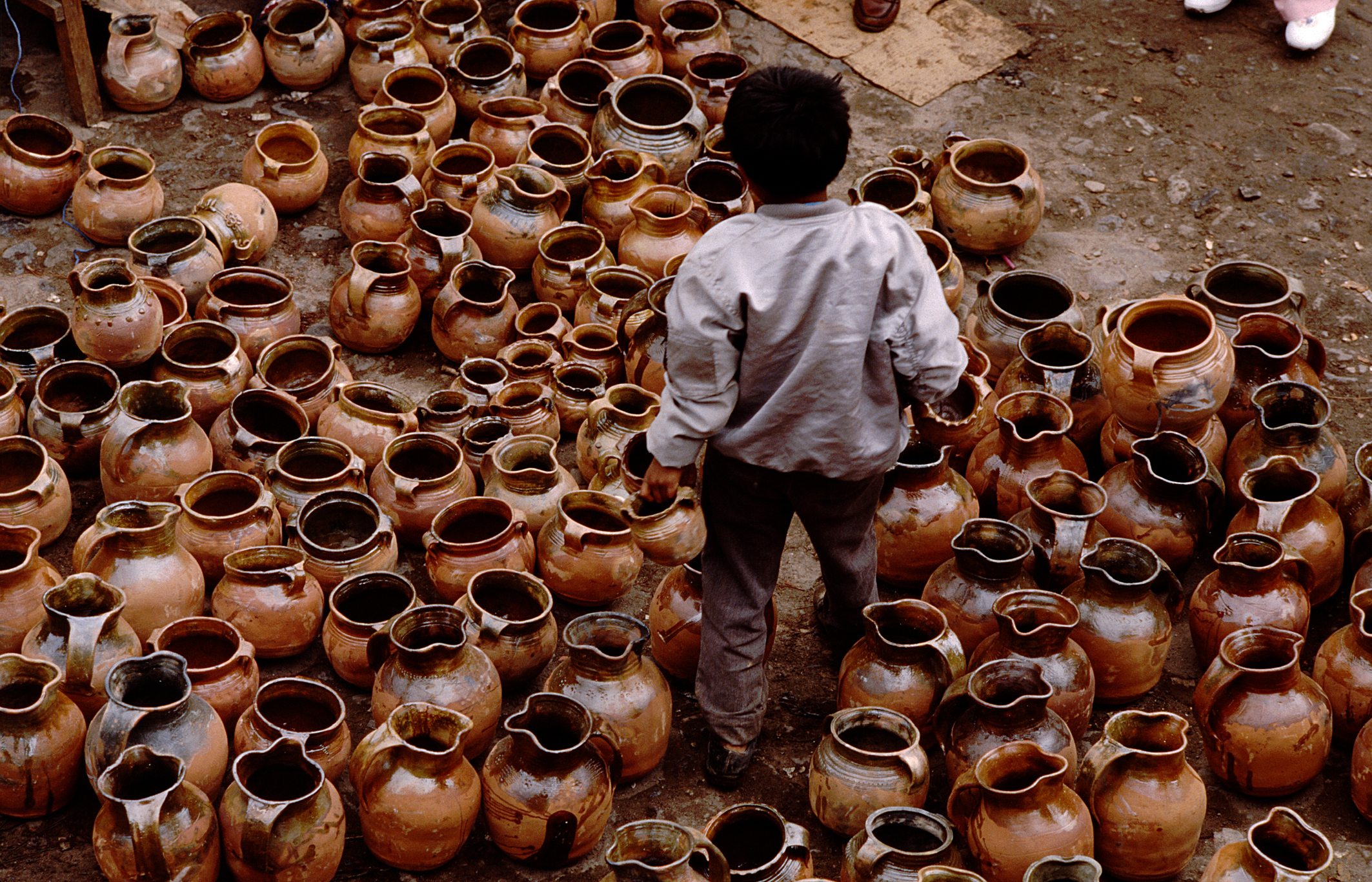
Hrnčíř na trhu (Guatemala)

V historických dobách bylo hrnčířství důležité a velmi rozšířené řemeslo, které se časem soustřeďovalo do určitých oblastí se zvláště vhodnou hlínou a řemeslnou tradicí. Od pozdního středověku vyráběli hrnčíři také kachle na stavbu kamen, obvykle polévané a často bohatě zdobené. Velký rozkvět zažilo hrnčířství v 16. století v severní Itálii, kde vznikla také dokonalejší fajáns a majolika s bohatou malovanou výzdobou. Ještě později se vyvinuly různé druhy kameniny s vyšší teplotou vypalování, takže nádoby jsou ohnovzdorné. V našich zemích se proslavila tzv. habánská a později holíčská keramika na jižní Moravě, ve Slezsku byl známým střediskem hrnčířství Boleslawiec (něm. Bunzlau). Lidové hrnčířství je významnou složkou lidového umění zejména na Moravě.
V okolí Prahy byla střediskem hrnčířství Zbraslav a až do druhé světové války bývaly velké hrnčířské trhy na malostranské Kampě. S rozšířením průmyslové výroby porcelánu v 19. století a s nástupem umělých hmot ztrácelo běžné hrnčířství na významu a od poloviny 20. století se provozuje hlavně jako umělecké řemeslo nebo koníček.
|  |  |  |  |